# Mason Rudolph
Brett Mason Rudolph III (* 17. Juli 1995 in New York City) ist ein US-amerikanischer American-Football-Spieler auf der Position des Quarterbacks. Er spielt für die Pittsburgh Steelers in der National Football League (NFL). Zwischenzeitlich stand Rudolph auch bei den Tennessee Titans unter Vertrag.
Rudolph spielte College Football für die Oklahoma State Cowboys, wo er 2017 den Johnny Unitas Golden Arm Award gewann. Er wurde von den Steelers in der dritten Runde des NFL Draft 2018 ausgewählt.

## NFL
Mason Rudolph verbrachte die Saison 2018 als dritter Quarterback der Steelers und bestritt in der Regular Season kein Spiel.

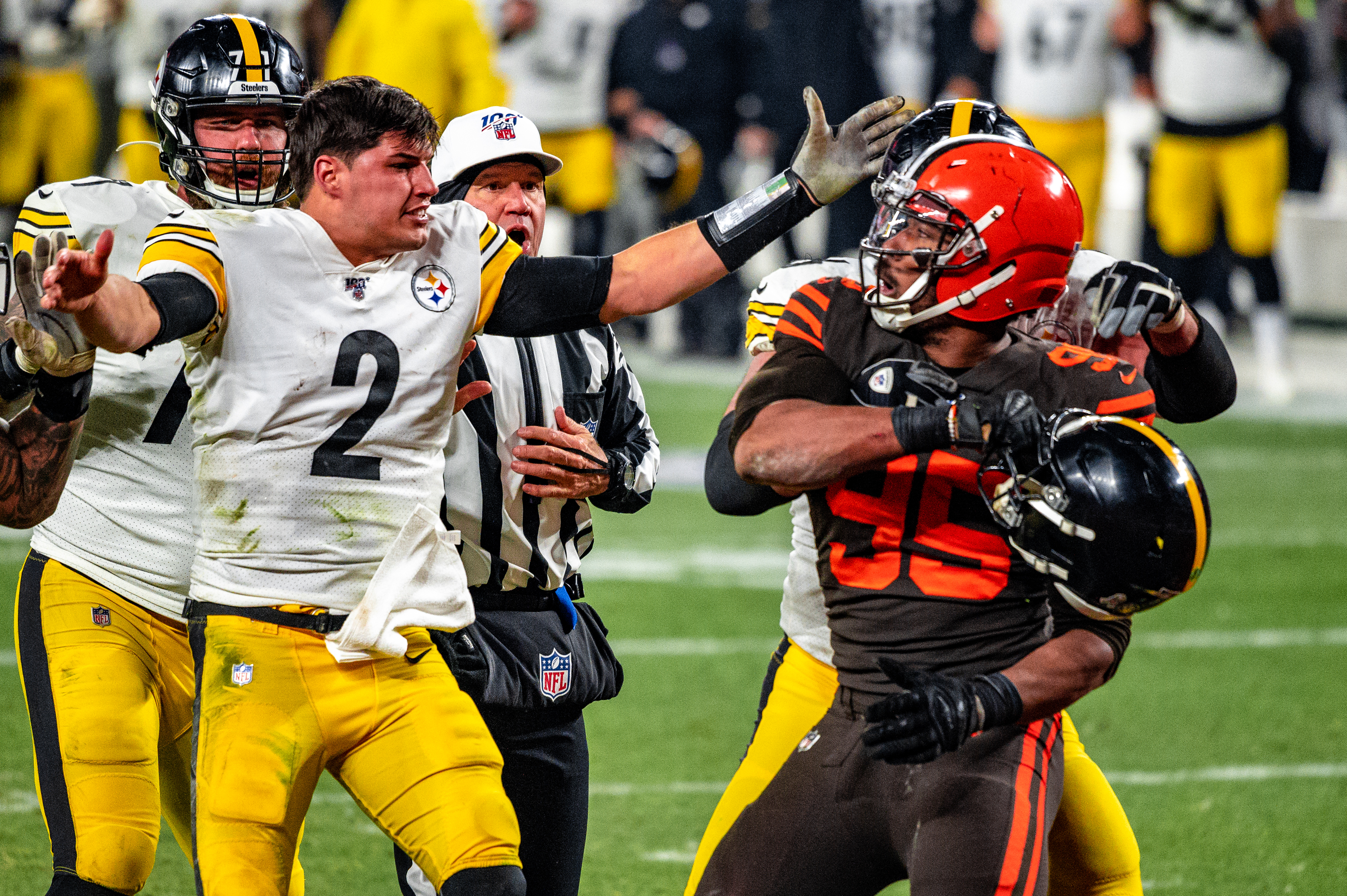
Myles Garrett (Nummer 95) mit Mason Rudolphs (2) Helm in der 11. Woche der Saison 2019

Vor der Saison 2019 wurde er zum Ersatzmann des langjährigen Stammspielers Ben Roethlisberger befördert. In der 2. Woche der Saison erlitt Roethlisberger eine Verletzung und Rudolph wurde an seiner Stelle zum ersten Quarterback ernannt. In einem Spiel der 11. Woche gegen die Cleveland Browns war Rudolph in eine Schlägerei mit dem Defensive End, Myles Garrett, verwickelt, die zu mehreren Sperren führte.
Nach sechs Jahre in Pittsburgh, in denen Rudolph 21 Spiele absolvierte, davon 13 als Starter, nahmen die Tennessee Titans ihn im März 2024 als Backup für Will Levis unter Vertrag. Er kam in fünf Spielen als Vertretung von Levis als Starter zum Einsatz. Im März 2025 kehrte Rudolph zu den Steelers zurück und unterschrieb dort einen Zweijahresvertrag.